# CubeSat

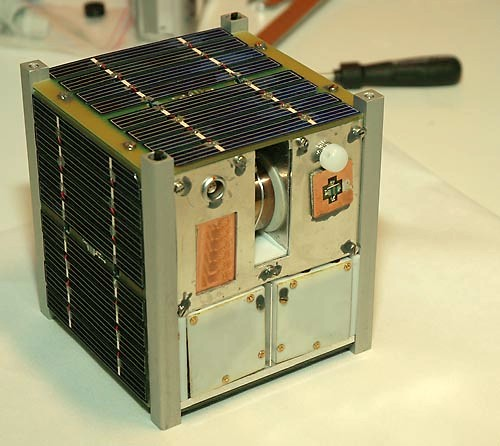
El Ncube-2, un CubeSat noruec.

CubeSat és el nom genèric d'un tipus de microsatèl·lits d'investigació, normalment amb un volum d'1 litre, un pes de no més d'1,33 kg i que es caracteritzen per ser construïts habitualment amb elements i components comercials.
Les especificacions per als CubeSat van ser establertes l'any 1999 per la Universitat Politècnica de l'Estat de Califòrnia i la Universitat Stanford, per ajudar les universitats de tot el món a dur a terme investigacions espacials amb costos de menys de 100.000 dòlars per microsatèl·lit.
Encara que grans empreses com Boeing han construït CubeSats, han estat les institucions acadèmiques les que n'han fet la major part del desenvolupament, i es poden fer servir per a moltes missions, tant si són científiques com personals.

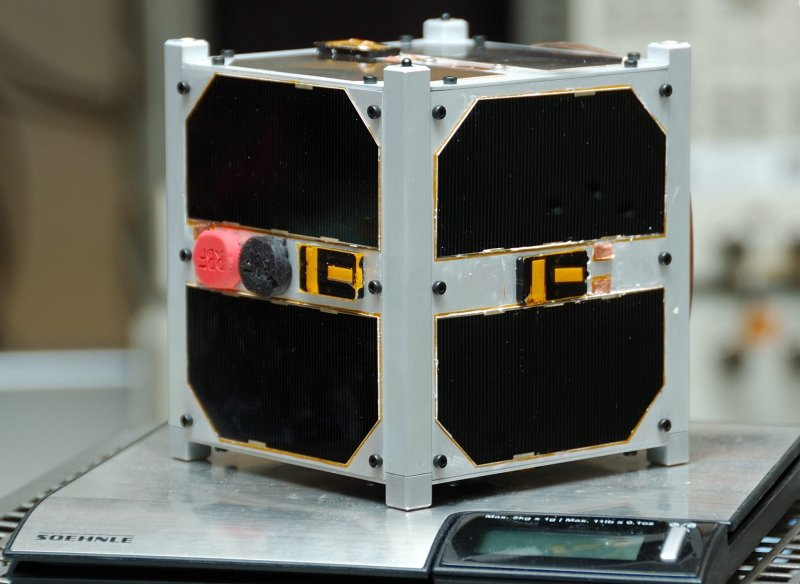
"1U" CubeSat, ESTCube-1.

## Història
El disseny de referència CubeSat fou proposat pels professors Jordi Puig-Suari de la Universitat Politècnica de l'Estat de Califòrnia i Bob Twiggs de la Universitat Stanford en 1999. L'objectiu era permetre als estudiants universitaris poder dissenyar, construir, provar i operar en l'espai un satèl·lit artificial amb capacitats similars a les del Spútnik 1.
El CubeSat inicialment no tenia la intenció d'esdevenir un estàndard tècnic de la indústria, sinó que es va convertir en un estàndard en el temps per un procés emergent. Els primers CubeSats es van posar en marxa el juny de 2003 en un Eurockot.

## Filosofia
L'especificació CubeSat obté diversos objectius d'alt nivell. La simplificació de la infraestructura del satèl·lit fa que sigui possible dissenyar i produir un satèl·lit viable a baix cost. L'encapsulació de la de la càrrega útil en el llançador usualment comportava una quantitat prohibitiva de treball de gestió per a complir tots els requeriments per poder llençar de manera segura un CubeSat conjuntament amb un satèl·lit principal. La unificació entre càrregues que comporta CubeSat i llançadors permet integrar fàcilment CubeSats en llançaments de satèl·lits principals, cosa que també permet la utilització de les oportunitats de llançament a curt termini.
A data de gener de 2020 més de 1.200 CubeSats s'han col·locat en òrbita.

## Disseny
El terme "CubeSat" va néixer per referir-se a nanosatèl·lits que s'adhereixen a les normes descrites en l'especificació de disseny CubeSat. Cal Poly publicà la norma en un esforç liderat pel professor d'enginyeria aeroespacial Jordi Puig-Suari i Bob Twiggs, del Departament d'Aeronàutica i Astronàutica de la Universitat Stanford, i actualment a la facultat de ciències espacials en Morehead State University a Kentucky, i ha contribuït a desenvolupar la comunitat CubeSat. Els seus esforços s'han centrat en CubeSats per a les institucions educatives. L'especificació no s'aplica a un altres nanosatèl·lits com els de la NASA "MEPSI" nanosatèl·lit, lleugerament més grans que un CubeSat.

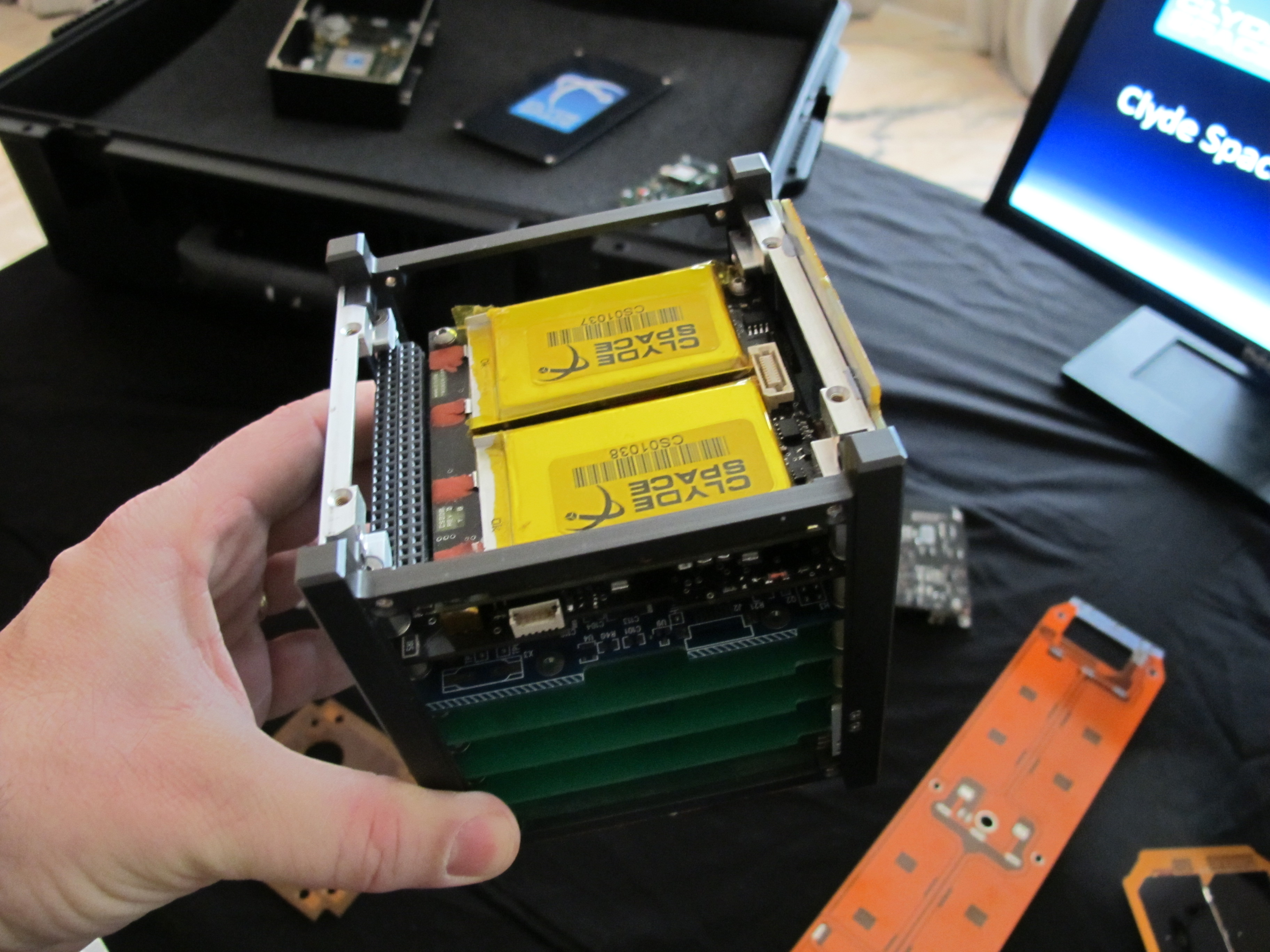
1U estructura CubeSat

El 2004, amb la seva mida relativament petita, cada CubeSat podia fer-se i ser posat en òrbita amb un cost estimat de 65.000 a 80.000 dòlars; i aquest preu, molt més baix que la majoria dels llançaments de satèl·lits, ha fet de CubeSat una opció viable per a les escoles i universitats de tot el món. A causa d'això, un gran nombre d'universitats, algunes empreses i organitzacions governamentals de tot el món estan desenvolupant CubeSats, i aproximadament entre 40 i 50 universitats estaven desenvolupant CubeSats l'any 2004.
L'estàndard de 10×10×10 cm és sovint anomenat un CubeSat bàsic "1U" CubeSat, és a dir una unitat. CubeSats són escalables al llarg d'un sol eix, per increments de 1U. Un CubeSats "2U" CubeSat (20×10×10 cm) i un CubeSat "3U" (30 x 10 x 10 cm) s'han construït.
Ja que els CubeSats tenen unes dimensions de 10x10 cm (sense importar la longitud), tots poden ser llançats i desplegats en òrbita mitjançant un sistema de desplegament comú. Els CubeSats solen ser llançats usant un mecanisme anomenat Poly-Picosatellite Orbital Deployer (P-POD), també desenvolupat i construït per Cal Poly Els P-POD estan muntats en un vehicle de llançament i porten els CubeSats en òrbita i desplegar un cop el senyal apropiat es rep des del llançament vehicle. P-POD han desplegat més de 90% de tots els CubeSats llançats fins avui (incloent-hi llançaments no reeixits), i tots els CubeSats posats en marxa des de 2006. El P-POD Mk III té capacitat per a tres CubeSats 1U però, ja que tres CubeSats 1U són exactament de la mateixa mida que un 3U CubeSat i dos CubeSats 1U són la mateixa mida que un 2U CubeSat, el P-POD pot implementar 1U, 2U o 3U CubeSats en qualsevol combinació fins a un volum màxim de 3U.
S'han desenvolupat CubeSat d'una mida más gran per acomodar més capacitats i sensors. Els mateixos autors de l'especificació del CubeSat original han publicat les especificacions de la versió 6U (equivalent a 3U de costat). També se n'han desenvolupat versions encara més grans, com 12U i 16U.
CubeSat és un mitjà independent rendible d'aconseguir una càrrega útil en òrbita. La majoria de CubeSats porten un o dos instruments científics com a missió principal. Diverses empreses i instituts de recerca ofereixen oportunitats regulars de llançament en grups de diversos cubs. ISC Kosmotras i Eurokot són dues empreses que ofereixen aquests serveis.

## Projectes reeixits
Un dels primers llançaments de CubeSats fou el 30 de juny de 2003 des de Plessetsk, Rússia, amb l'empresa Eurockot en la denominada Multiple Missió Orbit. Els CubeSats van ésser posats en òrbita heliosíncrona; incloent-hi els satèl·lits danesos AAU CubeSat i DTUSat, i els japonesos CubeSat XI-IV i CUTE-1, el Canadenc Can X-1, i el triple CubeSat dels EUA QuakeSat.
El 27 d'octubre de 2005 un coet Kosmos-3M fou llançat des de Plessetsk portant tres CubeSats en l'òrbita de missió de l'Agència Espacial Europea anomenada Iniciativa Estudiantil per a l'Exploració i Tecnologia de l'Espai (SSETI, (anglès)). El SSETI Express Satellite fou un satèl·lit construït per estudiants però no era un CubeSat, ja que pesava 70 quilos i era de la mida d'una rentadora. Els CubeSats que es van donar en l'òrbita d'aquest llançament van ser el Ncube Satellite, un projecte de la Universitat Noruega de Ciència i Tecnologia, i el CubeSat de la Universitat de Tòquio: el CubeSat XI-V.
Set CubeSats van ser llançats el 17 d'abril de 2007 com a càrregues útils secundàries en un coet Dnepr-1, incloent-hi el projecte colombià dels estudiants de la Universitat Sergio Arboleda. El seu satèl·lit, anomenat Libertad 1, va ser el primer satèl·lit colòmbia posat en òrbita. L'empresa The Aerospace Corporation va posar en òrbita el seu CubeSat anomenat AeroCube 2; i també els CubeSats P-3 i CP-4 foren embarcats per part de la California Polytechnic State University, i el CAPE-1 de la University of Louisiana at Lafayette.
El 8 de desembre de 2010, es va informar que diversos CubeSats van ser posats en òrbita amb èxit a bord d'un coet d'SpaceX: el Falcon 9. El 22 de Març de 2021 es va llençar el satèl·lit Enxaneta el primer nanosatèl·lit desenvolupat per l'IEEC.